# A.D. The Bible Continues
A.D. The Bible Continues es una miniserie dramática transmitida del 5 de abril del 2015 hasta el 21 de junio del 2015 por medio de la cadena NBC. La miniserie fue creada por Roma Downey y Mark Burnett.
La miniserie fue secuela de la miniserie The Bible estrenada en el 2013.
El 3 de julio de 2015 la cadena NBC anunció que había decidido cancelar la serie al finalizar la primera temporada.

## Historia
A.D. exploró los eventos emocionantes e inspiradores que siguieron a la crucifixión de Cristo y el impacto que tuvo en sus discípulos, su madre María y los líderes políticos y religiosas que jugaron un papel clave durante la era, alterando completamente el mundo en un instante. Los discípulos lucharán por sobrevivir y por compartir sus creencias, guiándonos desde el dolor del sacrificio supremo de Cristo a la maravilla impresionante de su resurrección y más allá.

## Personajes
| Actor                       | Personaje                            | Nº de episodios | Duración |
| --------------------------- | ------------------------------------ | --------------- | -------- |
| Adam Levy                   | Simón Pedro                          | 12              | 2015     |
| Richard Coyle               | Caifás                               | 12              | 2015     |
| Vincent Regan               | Poncio Pilato                        | 12              | 2015     |
| Babou Ceesay                | Juan el Apóstol                      | 12              | 2015     |
| Fraser Ayers                | Simón el Zelote                      | 12              | 2015     |
| Chipo Chung                 | María Magdalena                      | 12              | 2015     |
| Joanne Whalley              | Claudia Procula                      | 12              | 2015     |
| Chris Brazier               | Ruben                                | 12              | 2015     |
| Jodhi May                   | Esposa de Caifás                     | 12              | 2015     |
| Will Thorp                  | Cornelio                             | 11              | 2015     |
| Ken Bones                   | Anás                                 | 9               | 2015     |
| Jóhannes Haukur Jóhannesson | Tomás el Apóstol                     | 9               | 2015     |
| Kenneth Collard             | Bernabé el Apóstol                   | 8               | 2015     |
| Kevin Doyle                 | José de Arimatea                     | 6               | 2015     |
| Emmett J. Scanlan           | Pablo el Apóstol                     | 6               | 2015     |
| Pedro Lloyd Gardiner        | Mateo el Evangelista                 | 6               | 2015     |
| Denver Isaac                | Santiago el Mayor                    | 6               | 2015     |
| James Callis                | Herodes Antipas                      | 6               | 2015     |
| Claire Cooper               | Herodías                             | 6               | 2015     |
| Lonyo Engele                | Angel                                | 6               | 2015     |
| Charlene McKenna            | Eva                                  | 6               | 2015     |
| Francis Magee               | Levi, líder de los zelotes           | 6               | 2015     |
| Greta Scacchi               | María, madre de Jesús                | 5               | 2015     |
| Joe Dixon                   | Felipe el apostol                    | 5               | 2015     |
| Andrew Gower                | Calígula                             | 5               | 2015     |
| George Georgiou             | Boaz                                 | 5               | 2015     |
| Farzana Dua Elahe           | Esposa de Cusa                       | 5               | 2015     |
| Juan Pablo Di Pace          | Jesús                                | 4               | 2015     |
| Helen Daniels               | Maya                                 | 4               | 2015     |
| Brendan Patricks            | Marius                               | 4               | 2015     |
| Lex Shrapnel                | Johnatan                             | 3               | 2015     |
| Michael Peluso              | Herodes Agripa I                     | 3               | 2015     |
| Alastair Mackenzie          | Santiago el Justo                    | 3               | 2015     |
| Dan Cade                    | Cassius                              | 3               | 2015     |
| Marama Corlett              | Tabitha                              | 3               | 2015     |
| Morgan Watkins              | Drusus                               | 3               | 2015     |
| Jim Sturgeon                | Cusa                                 | 3               | 2015     |
| Colin Salmon                | Gabra, el Etíope                     | 3               | 2015     |
| Stephen Walters             | Simón el Mago                        | 2               | 2015     |
| Cesare Taurasi              | Judas Iscariote                      | 2               | 2015     |
| Reece Ritchie               | Esteban (mártir)                     | 2               | 2015     |
| Kenneth Cranham             | Tiberio                              | 2               | 2015     |
| Struan Rodger               | Gamaliel                             | 2               | 2015     |
| John Benfield               | Yitzhak, estudiante de Simón el Mago | 2               | 2015     |
| Guy Williams                | Aurelius                             | 2               | 2015     |
| Alex Lanipekun              | Asher                                | 2               | 2015     |
| Nicholas Pinnock            | Arik                                 | 2               | 2015     |
| Anas El Baz                 | Andrés el Apóstol                    | 1               | 2015     |
| Nicholas Sidi               | Ananías de Damasco                   | 1               | 2015     |
| Peter De Jersey             | Ananías, esposo de Sapphira          | 1               | 2015     |
| Steve Toussaint             | Julius                               | 1               | 2015     |
| Oliver Walker               | Maximus Appius                       | 1               | 2015     |
| Indra Ové                   | Sapphira                             | 1               | 2015     |

## Episodios
La serie estuvo conformada por 12 episodios:
1. La tumba está abierta
2. El cuerpo se ha ido
3. Llega el espíritu
4. La ira
5. El primer mártir
6. La persecución
7. La visita
8. El camino a Damasco
9. El regreso de Saúl
10. Hermanos de armas
11. Levántate
12. La abominación

## Producción
El 17 de diciembre del 2013 la NBC anunció que seguiría la miniserie The Bible estrenada ese año, con "A.D.: The Bible Continues", la cual fue aprobada y estará conformada por 12 episodios. La miniserie siguió los acontecimientos de "The Bible" y será producida por Roma Downey, Mark Burnett y Richard Bedser.
Contó con la participación en la dirección de Ciaran Donnelly, Tony Mitchell, Rob Evans, Brian Kelly y por Paul Wilmshurst. Así como de los escritores Rachel Anthony, Simon Block, Tom Grieves, Ben Newman, Andy Rattenbury y Damian Wayling.
El presentador estadounidense Jason Kennedy, presentó "Beyond A.D." la cual fue estrenada el 12 de abril del 2015 a las 9:00pm, el cual sirvió como el compañero digital de la miniserie.
La cadena estadounidense NBC anunció la cancelación de 'A.D: La Biblia continúa', la secuela de 'La Biblia', la miniserie que History Channel emitió en 2013. La serie, que debutó el 5 de abril en las pantallas estadounidenses, estaba preparando una segunda temporada.
La serie fue anunciada con grandes expectativas, pero al final no igualó el éxito de 'La Biblia'. Tras el estreno, el interés de los espectadores ha ido teniendo una disminución gradual, un descenso que ha traído 6,5 millones de espectadores y una calificación de 1.0 por episodio en demográficos, según informa Variety. 'A.D: La Biblia continúa' terminó el 21 de junio después de la emisión de los doce episodios que conformaban la primera temporada. Pese a esta cancelación, parece que Mark Burnett y Roma Downey tienen planes de producir la segunda temporada en otro canal.
Una cadena fuertemente ligada al cristianismo planea seguir invirtiendo en este y otros programas bíblicos con el lanzamiento de un canal digital que llegará a Estados Unidos en 2016 o 2017, en asociación con MGM. Cuando esto ocurra, la producción de 'AD' se reanudará. Mientras esto no ocurra, los actores serán liberados de sus contratos.

## Distribución internacional

### Emisión en otros países
| País           | Cadenas                 | Fecha de Inicio          | Fecha de Finalización    |
| -------------- | ----------------------- | ------------------------ | ------------------------ |
| Australia      | Nine_Network            | 5 de julio de 2015       | -                        |
| Estados Unidos | Telemundo               | 13 de septiembre de 2015 | 27 de septiembre de 2015 |
| España         | Discovery_MAX           | 22 de marzo de 2016      | -                        |
| México         | Canal 5 (Televisa)      | 21 de marzo de 2016      | 27 de marzo de 2016      |
| Puerto Rico    | WAPA-TV                 | 27 de marzo de 2016      | 27 de marzo de 2016      |
| Perú           | Panamericana Televisión | 28 de marzo de 2016      | -                        |
| Brasil         | Rede Record             | 4 de octubre de 2016     | -                        |
| Colombia       | Caracol TV              | 13 de abril de 2017      | 17 de abril de 2017      |